# Attagenus fallax
Attagenus fallax là một loài bọ cánh cứng trong họ Dermestidae. Loài này được Gené miêu tả khoa học năm 1839.